# Доріан Єйтс
До́ріан Єйтс (англ. Dorian Yates, 19 квітня 1962) — професійний англійський культурист, переможець 6 турнірів «Містер Олімпія» поспіль, починаючи з 1992 року. Прихильник інтенсивного тренінгу Майка Ментцера.

## Біографія
Доріан народився в квітні 1962 р., в Херлі, в сільському Старфордширі, передмісті Бірмінгема. Доріан ріс на фермі або, як вони це називають в Англії, маленькому маєтку. Його мати була інструктором з верхової їзди. В 13 років Доріан утратив батька. Він помер од серцевого нападу на 42 році життя. За малих літ хлопчик не цікавився спортом. У віці 14 років він разом із мамою й сестрою переїхав до Бірмінгема, бо його мати вийшла заміж удруге. На жаль, її другий чоловік теж помер. Після другої трагедії вона повернулася в свій маєток, а Доріан залишився в Бірмінгемі. Йому тоді було 16 років.
Він потрапив у товариство скин-хедів, ходив із поголеною головою, носив черевики зі сталевим носком. У вихідні дні Доріан полюбляв сидіти в клубах. Майбутній атлет працював на багатьох роботах. В 19 років його заарештувала поліція за порушення громадського ладу. Що Доріан ще не був повнолітнім, він був засуджений до шести місяців у Ватонський виправний центр для підлітків. Саме тут він і починає займатися паверліфтингом. Охоронці вражалися з його сили. Жим лежачи та станова тяга зі штангою були його улюбленими вправами. Ось так він і знайшов новий напрям у житті. Він почав тренуватися в сутеренах (підвалі), в маленькій темній спортзалі.
З самого початку його цікавили тренування під назвою HIT (High Intensity Trening), які популяризували їх автори: Артур Джонс і Майк Ментцер. У HIT-тренуваннях передбачалося, що найкращі результати досягаються за допомогою коротких, але дуже інтенсивних занять. У той час як інші бодібілдери проводили в тренажерній залі дві години на день шість днів на тиждень, Доріан тренувався одну годину в день і чотири дні в тиждень. Особливу увагу придав розвитику м'язів спини. Завдяки цій методиці Ятс набрав величезну м'язову масу тіла, але поплатився за це у підсумку численними травмами.

## Змагальна кар'єра
Першою великою перемогою Доріана Єйтса став головний приз на чемпіонаті Великої Британії 1986 року серед любителів. Через рік він придбав свій перший тренажерний зал під назвою Temple Gym. Цей зал працює і по нині. 1987 року Доріан порвав м'яза на стегні, через що довелося робити операцію. Через травму він не тренувався майже рік. Наприкінці 1987 року він виграв Британський чемпіонат у важкій вазі. У 1990 році він виступив на престижному конкурсі Ніч Чемпіонів і став другим. У 1991 році знову вийшов на сцену конкурсу Ніч Чемпіонів і переміг. У 1991 році він вперше взяв участь в конкурсі Містер Олімпія. Це був його дебют на такому серйозному заході, і йому все ж вдалося посісти друге місце, поступившись чинному чемпіону Лі Хейни.
Рік по тому він знову спробував свої сили на Олімпії, і оскільки Хейни на той час завершив свою кар'єру з легкістю переміг. Після цього він захищав свій титул поспіль 5 років і перемагав її в 1993, 1994, 1995, 1996 і 1997 роках. При підготовці до чергового конкурсу Ятс отримав сильну травму — відрив лівого біцепса. І хоча він знову виграв, але вирішив завершити свою професійну діяльність і пішов на пенсію. Доріан вважається за культуриста № 1 з 1990 року, ставши шестиразовим чемпіоном «Містер Олімпія». Доріан має декілька прізвиськ. Його величали «Британським бульдогом», «Британським звіром», «Бірмінгемським левом», а також «Примарою». Прізвисько «Примара» виникло через те, що Доріан з'являвся на змаганнях, вигравав їх і зникав, потім знов із'являвся, вигравав і знову без сліду зникав, неначе примара. Цим прізвиськом наділив чемпіона Пітер Мак Говф, видавець часопису «Флекс Мегазин».

## Бізнес
У 2006 році він відкрив ще чотири спортзали, три з яких знаходяться у Великій Британії. З 1994 року він співпрацює з брендом Heavy Duty і разом вони створюють одяг для спортсменів. У 1998 році Доріан Єйтс уклав контракт з компанією CNP Professional зі створення спортивного харчування. У 2006 році він відмовився від співпраці з CNP Professional і створив власну лінію спортивного добавок (Dorian Yates Ultimate Formulas). У 2010 році він заснував компанію EU Peptides (яку, однак, покинув в 2012 році), а в 2012 році — компанію DY Nutrition. Кожна з цих компаній відповідає за різні типи добавок. У «пенсійні» роки він написав кілька книг і записав кілька DVD, в яких розповідає про власні методики по набору маси.

## Доріан Єйтс зараз
Доріан Єйтс живе в Марбельї в Іспанії. У 2006 році він розлучився зі своєю першою дружиною Дебі, а в 2009 році Єйтс одружився вдруге на бразильській фітнес-моделі Гал Феррейра, чемпіонкою світу з бодіфітнесу. У Марбельї в 2016 році він відкрив ще один зал, який називається Marbella DY Gym. Щоб відновиться від отриманих травм Єйтс після переїзду до Іспанії став займатися йогою, і тепер йога-практика стала його основною фізичною дисципліною. Єйтс як і раніше вважається одним з найвеличніших бодібілдерів та кращим фахівцем з набору маси, тому до нього в Іспанію, за консультаціями періодично прилітають колишні та теперешні зірки світового бодібілдингу: Деніс Вольф, Філ Хіт, Кай Грін та Бренч Уоррен.

## Змагання
- 1997 р. — Містер Олімпія 1 місце
- 1996 р. — Grand Prix England 1 місце
- 1996 р. — Grand Prix Germany 1 місце
- 1996 р. — Grand Prix Spain 1 місце
- 1996 р. — Містер Олімпія 1 місце
- 1995 р. — Містер Олімпія 1 місце
- 1994 р. — Містер Олімпія 1 місце
- 1994 р. — Grand Prix England 1 місце
- 1994 р. — Grand Prix Spain 1 місце
- 1994 р. — Grand Prix Germany 1 місце
- 1993 р. — Містер Олімпія 1 місце
- 1992 р. — Grand Prix England
- 1992 р. — Містер Олімпія 1 місце
- 1991 р. — Grand Prix England 1 місце
- 1991 р. — Містер Олімпія 2 місце
- 1991 р. — Night Champions 1 місце
- 1990 р. — Night Champions 2 місце
- 1988 р. — British Champions 1 місце
- 1986 р. — EFBB British HW (Лондон) 1 місце
- 1985 р. — World Games (Лондон) 7 місце.